# Colorful (東野純直のアルバム)
『Colorful』（カラフル）は、東野純直3作目のオリジナル・アルバム。1995年6月28日に発売。発売元はテイチクエンタテインメント。

## 解説
5thシングル「愛し方も分からずに」、6thシングル「確かに愛したとき」、7thシングル「80's」を含む全11曲。1999年2月24日にEMIミュージック・ジャパンより再発売。

## 収録曲
全作詞・作曲：東野純直（特記除く）
1. 80's（4:33）[1](Album Version)
  - 作詞：売野雅勇、編曲：澤近泰輔・東野純直
2. 南行きのプロセス（5:13）[1]
  - 作詞：東野純直・佐藤ありす、編曲：安部潤
  - TBC東京ビューティセンター'95 TBCブライダルエステイメージソング（歌詞カード記載）
3. Force（Disc Version）（4:28）[1]
  - 編曲：井上鑑
4. 確かに愛したとき（Album Version）（5:10）[1]
  - 編曲：清水信之
5. One Way（5:22）[1]
  - 作詞：佐藤ありす、編曲：小西貴雄
6. 僕は無敵に恋をする（4:44）[1]
  - 作詞：佐藤ありす、編曲：船山基紀・東野純直
7. ふたり（5:34）[1]
  - 編曲：岩本正樹
8. 愛し方も分からずに（Album Version）（5:48）[1]
  - 作詞：東野純直・琴野詩織、編曲：小西貴雄
9. 君は嘘を愛しすぎている（4:07）[1]
  - 作詞：売野雅勇、編曲：白井良明
10. 幸せのカタチ（4:16）[1]
  - 作詞：小林夏海、編曲：船山基紀・東野純直
11. 思い出にできない（4:42）[1]
  - 作詞：小林夏海、編曲：岩本正樹